# Liste der Biografien/Cee
Liste der Biografien |
Portal Biografien |
Personensuche
# |
A |
B |
C |
D |
E |
F |
G |
H |
I |
J |
K |
L |
M |
N |
O |
P |
Q |
R |
S |
T |
U |
V |
W |
X |
Y |
Z |
?
 
Ca |
Cb |
Cc |
Ce |
Ch |
Ci |
Cj |
Ck |
Cl |
Cm |
Cn |
Co |
Cr |
Cs |
Ct |
Cu |
Cv |
Cw |
Cy |
Cz
 
Cea |
Ceb |
Cec |
Ced |
Cee |
Cef |
Ceg |
Ceh |
Cei |
Cej |
Cek |
Cel |
Cem |
Cen |
Ceo |
Cep |
Cer |
Ces |
Cet |
Ceu |
Cev |
Cey |
Cez
Die Liste der Biografien führt alle Personen auf, die in der deutschsprachigen Wikipedia einen Artikel haben. Dieses ist eine Teilliste mit 43 Einträgen von Personen, deren Namen mit den Buchstaben „Cee“ beginnt.

## Cee
- Cee, Werner (* 1953), deutscher Komponist, Klangkünstler, Hörfunkautor und -regisseur

### Ceeh
- Ceeh, Anna (* 1974), österreichische Künstlerin
- Ceeh, Rudolf (1924–2004), österreichischer Politiker (SPÖ), Mitglied des Bundesrates

### Ceel
- Ceelen, Petrus (1943–2024), geistlicher Schriftsteller und Person der sozialen Arbeit

### Cees
- Ceesay, Abdoulie, gambischer Sportfunktionär
- Ceesay, Abdoulie (* 1984), gambischer Politiker
- Ceesay, Abdoulie (* 2004), gambischer FußballspielerAbdoulie Ceesay (* 2004)

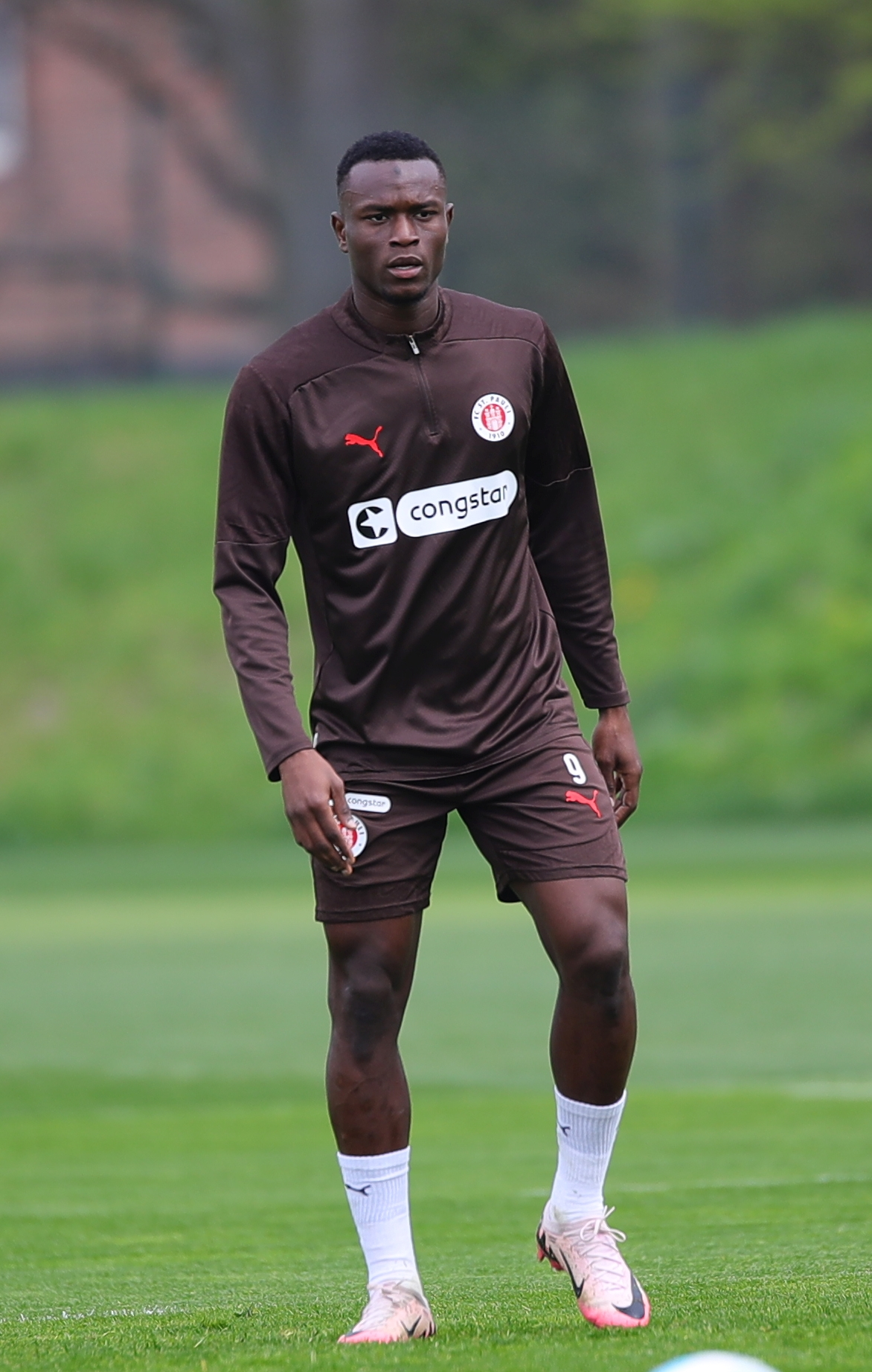
Abdoulie Ceesay (* 2004)

- Ceesay, Alagie Abdoulie (* 1990), gambischer Radiojournalist
- Ceesay, Alfusainey (* 1972), gambischer Politiker
- Ceesay, Alieu (* 1997), deutscher Basketballspieler
- Ceesay, Assan (* 1994), gambischer Fußballspieler
- Ceesay, Fatou, gambische Leichtathletin
- Ceesay, Fatou († 2014), gambische Politikerin
- Ceesay, Fatoumatta (* 1998), gambische Beachvolleyballspielerin
- Ceesay, Habibu († 2008), gambischer Journalist
- Ceesay, Hassoum (1944–2010), gambischer Finanzökonom und Diplomat sowie Schriftsteller, Dichter und Dramaturg
- Ceesay, Hassoum (* 1971), gambischer Historiker, Schriftsteller und Museumskurator
- Ceesay, Ismaila, gambischer Politikwissenschaftler und Politiker
- Ceesay, Jatto (* 1974), gambischer Fußballspieler
- Ceesay, Kebba (1938–2009), gambischer Seyfo und ehemaliger Generaldirektor der National Intelligence Agency (NIA)
- Ceesay, Kebba (* 1987), gambischer Fußballspieler
- Ceesay, Kebba Masaneh, gambischer Fußballspieler und Gewerkschafter
- Ceesay, Kemo (* 1971), gambischer Fußballspieler
- Ceesay, Lamin, gambischer Politiker
- Ceesay, Madi M. K. (* 1957), gambischer Journalist und Politiker
- Ceesay, Mariama (* 1998), gambische Fußballspielerin
- Ceesay, Matarr (1890–1961), gambischer Seyfo
- Ceesay, Mod K., gambischer Politiker
- Ceesay, Momodou, gambischer Politiker
- Ceesay, Momodou (* 1988), gambischer Fußballspieler
- Ceesay, Momodou Nai (* 1951), gambischer Politiker und Minister
- Ceesay, Nusrat (* 1981), gambische Leichtathletin
- Ceesay, Omar (* 1992), gambischer Politiker
- Ceesay, Omar Sompo, gambischer Politiker
- Ceesay, Ousman Koro († 1995), gambischer Politiker
- Ceesay, Pa Malick, gambischer Politiker
- Ceesay, Paul (* 1959), gambischer Leichtathlet
- Ceesay, Peter (* 1959), gambischer Leichtathlet
- Ceesay, Sabrina (* 1988), deutsche Schauspielerin
- Ceesay, Sulayman Masanneh (1939–2015), gambischer Politiker
- Ceesay, Yankuba (* 1984), gambischer Fußballspieler
- Ceesay, Yaya (* 1936), gambischer Politiker
- Ceesay-Marenah, Coumba, gambische Politikerin und Ministerin